# Маркус Востри
Маркус Востри (нім. Markus Wostry, нар. 19 липня 1992, Відень) — австрійський футболіст, захисник клубу ЛАСК (Лінц).
Виступав, зокрема, за клуб «Адміра-Ваккер».

## Ігрова кар'єра
Народився 19 липня 1992 року в місті Відень.
У дорослому футболі дебютував 2010 року виступами за команду «Адміра Вакер Модлінг II», в якій провів п'ять сезонів, взявши участь у 74 матчах чемпіонату.
Своєю грою за цю команду привернув увагу представників тренерського штабу головної команди клубу «Адміра-Ваккер», до складу якого приєднався 2011 року. Відіграв за команду з Медлінга наступні сім сезонів своєї ігрової кар'єри.
До складу клубу ЛАСК (Лінц) приєднався 2018 року. Станом на 28 грудня 2019 року відіграв за команду з Лінца 16 матчів в національному чемпіонаті.

## Статистика виступів

### Статистика клубних виступів
| Сезон                               | Команда                             | Чемпіонат                           | Чемпіонат | Чемпіонат | Національний кубок | Національний кубок | Національний кубок | Континентальні кубки | Континентальні кубки | Континентальні кубки | Інші змагання | Інші змагання | Інші змагання | Усього | Усього | Усього |
| Сезон                               | Команда                             | Ліга                                | Ігор      | Голів     | Ліга               | Ігор               | Голів              | Ліга                 | Ігор                 | Голів                | Ліга          | Ігор          | Голів         | Ігор   | Голів  |        |
| ----------------------------------- | ----------------------------------- | ----------------------------------- | --------- | --------- | ------------------ | ------------------ | ------------------ | -------------------- | -------------------- | -------------------- | ------------- | ------------- | ------------- | ------ | ------ | ------ |
| 2010–11                             | «Адміра Вакер Модлінг II»           | RL                                  | 28        | 1         |                    | -                  | -                  |                      | -                    | -                    |               | -             | -             | 28     | 1      |        |
| 2011–12                             | «Адміра Вакер Модлінг II»           | RL                                  | 14        | 0         | КА                 | 1                  | 0                  |                      | -                    | -                    |               | -             | -             | 15     | 0      |        |
| 2012–13                             | «Адміра Вакер Модлінг II»           | RL                                  | 1         | 0         |                    | -                  | -                  |                      | -                    | -                    |               | -             | -             | 1      | 0      |        |
| 2013–14                             | «Адміра Вакер Модлінг II»           | RL                                  | 19        | 2         |                    | -                  | -                  |                      | -                    | -                    |               | -             | -             | 19     | 0      |        |
| 2014–15                             | «Адміра Вакер Модлінг II»           | RL                                  | 12        | 0         |                    | -                  | -                  |                      | -                    | -                    |               | -             | -             | 12     | 0      |        |
| Усього за «Адміра Вакер Модлінг II» | Усього за «Адміра Вакер Модлінг II» | Усього за «Адміра Вакер Модлінг II» | 74        | 3         |                    | 1                  | 0                  |                      | -                    | -                    |               | -             | -             | 75     | 3      |        |
| 2010–11                             | «Адміра-Ваккер»                     | 1L                                  | 1         | 0         | КА                 | 0                  | 0                  |                      | -                    | -                    |               | -             | -             | 1      | 0      |        |
| 2014–15                             | «Адміра-Ваккер»                     | БЛ                                  | 7         | 0         | КА                 | 0                  | 0                  |                      | -                    | -                    |               | -             | -             | 7      | 0      |        |
| 2015–16                             | «Адміра-Ваккер»                     | БЛ                                  | 35        | 1         | КА                 | 6                  | 0                  | ЛЄ                   | 0                    | 0                    |               | -             | -             | 41     | 1      |        |
| 2016–17                             | «Адміра-Ваккер»                     | БЛ                                  | 33        | 0         | КА                 | 5                  | 1                  | ЛЄ                   | 6                    | 1                    |               | -             | -             | 44     | 2      |        |
| 2017–18                             | «Адміра-Ваккер»                     | БЛ                                  | 18        | 2         | КА                 | 2                  | 0                  | ЛЄ                   | 0                    | 0                    |               | -             | -             | 20     | 2      |        |
| Усього за кар'єру                   | Усього за кар'єру                   | Усього за кар'єру                   | 168       | 6         |                    | 14                 | 1                  |                      | 6                    | 1                    |               | -             | -             | 188    | 8      |        |